# Dedublare (procesare de semnal)

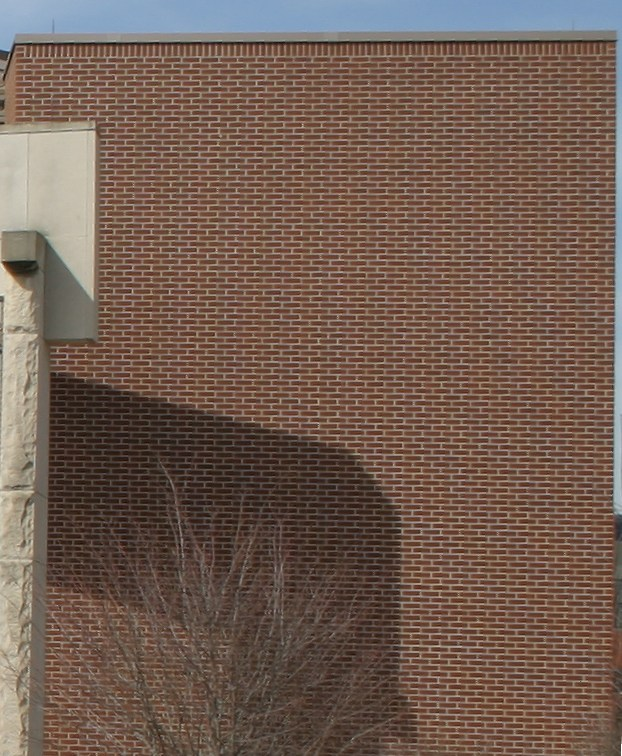
Imagine a unui zid de cărămizi eșantionată adecvat.

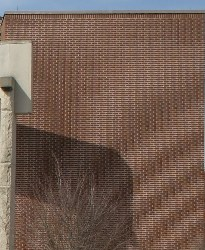
Dedublare spațială sub forma unui moar.

În procesarea semnalelor și disciplinele înrudite, dedublarea sau efectul alias se referă la un efect care cauzează ca semnale diferite să devină de nedistins (sau „dubluri”/„alias” unul altuia) când sunt eșantionate. Se referă de asemenea la distorsiunea sau artefactul ce rezultă atunci când semnalul reconstruit din eșantioane este diferit față de semnalul continuu original.

## Termeni

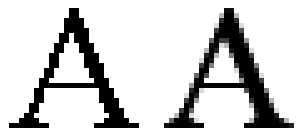
Exemplu de crenelare/zimțare a literei A în fontul Times New Roman. Stânga: imagine crenelată, dreapta: imagine anticrenelată.

În limba engleză, acest efect este denumit „aliasing” și se traduce literal ca „aliasare” sau „producere de alias-uri”, cuvântul „alias” fiind un cuvânt latin însemnând „zis și”, „numit și”, „altfel”, fiind folosit pentru a arăta o variantă a unui anumit element.
În limba română se folosește termenul de „dedublare”  sau pur și simplu „efect alias”, cu referire la efectul ce are loc la nivelul semnalelor. Aspectul grafic al distorsiunii cauzate de dedublare pe suprafața imaginilor este denumit „zimțare/zimțuire” sau „crenelare” fiind desemnat sub această denumire în programe de prelucrare a imaginilor precum GIMP.

### Istoricul folosirii
Din punct de vedere istoric, termenul de „aliasing” a evoluat din ingineria radio datorită acțiunii receptorilor superheterodină. Atunci când receptorul comută semnale multiple la frecvențe mai joase, de la FR la FI prin heterodinare, un semnal nedorit, de la o frecvență radio la fel de departe de frecvența oscilatorului local (OL) ca semnalul dorit, dar pe partea greșită a OL-ului, poate sfârși la aceeași frecvență intermediară cu a celui dorit. Dacă este destul de puternic poate interfera cu recepția semnalului dorit. Acest semnal nedorit este cunoscut ca fiind o „imagine” sau un „alias” al semnalului dorit.

## Descriere

### Dedublare spațială
Atunci când o imagine digitală este vizualizată, o reconstrucție — de asemenea cunoscută ca interpolare — este efectuată de către un afișor sau dispozitiv de tipărire, și de către ochi și creier. Dacă rezoluția este prea mică, imaginea reconstruită va diferi de imaginea originală, un alias/dublură fiind văzut. Un exemplu de dedublare spațială este efectul de moarare poate fi observat într-o imagine slab pixelizată a unui zid de cărămidă. Tehnicile care evită asemenea pixelizări slabe sunt numite anticrenelare/antizimțare. Dedublarea, respectiv zimțarea, poate fi cauzată fie de stadiul eșantionării fie de stadiul reconstrucției; acestea ar putea fi distinse numind dedublarea la eșantionare  „prededublare” și dedublarea la reconstrucție  „postdedublare”.

### Dedublare temporală
Dedublarea temporală reprezintă un motiv major de îngrijorare în eșantionarea semnalelor video și audio. Muzica, de exemplu, poate conține componente de frecvență înaltă care sunt inaudibile pentru oameni. Dacă un fragment muzical este eșantionat la 32000 de eșantioane pe secundă (eps), orice componente de frecvență de peste 16000 Hz (frecvența Nyquist) vor cauza dedublare atunci când muzica este reprodusă de un convertor analogic-numeric (CAN). Pentru a preveni acest lucru, se obișnuiește să se îndepărteze componentele de deasupra frecvenței Nyquist (cu un filtru antidedublare) înaintea eșantionării. Dar orice filtru realistic sau CAN vor afecta (atenua) componentele aflate imediat sub frecvența Nyquist. De aceea, se obișnuiește de asemenea să se aleagă o frecvență Nyquist mai înaltă prin eșantionarea mai rapidă (tipic 44100 eps - disc compact, 48000 - audio profesional, sau 96000).
În domeniul video sau al cinematografiei, dedublarea temporală rezultă din rata limitată de cadre, și cauzează efectul roții de vagon, în cazul căreia o roată spițată pare că se rotește prea încet sau chiar invers. Dedublarea a schimbat frecvența sa aparentă de rotație. O inversare a direcției poate fi descrisă ca o frecvență negativă.
Precum camera video, majoritatea metodelor de eșantionare sunt periodice, ceea ce înseamnă că au o frecvență de eșantionare caracteristică în spațiu sau în timp. Camerele digitale furnizează un anumit număr de eșantioane (pixeli) pe grad sau pe radian, sau eșantioane pe mm în planul focal al camerei. Semnalele audio sunt eșantionate (numerizate/digitizate) cu un convertor analogic-numeric, care produce un număr constant de eșantioane pe secundă. Unele dintre cele mai dramatice și subtile exemple de dedublare se ivesc atunci când semnalul care este eșantionat are de asemenea conținut periodic.

## Funcții limitate în bandă
Semnalele reale au durată finită iar conținutul lor de frecvență, așa cum e definit de transformarea Fourier, nu are limită superioară. O anumită cantitate de dedublare se ivește întotdeauna când asemenea funcții sunt eșantionate. Funcțiile ale căror conținut de frecvență este limitat (în bandă) au durata infinită. Dacă se eșantionează la o rată destul de înaltă, determinată de lărgimea de bandă, funcția originală poate fi în teorie perfect reconstruită din setul infinit de eșantioane.

## Semnale trece-bandă
Uneori dedublarea este folosită în mod intenționat pe semnale fără conținut de frecvență joasă, numite semnale „trece-bandă”. Subeșantionarea, care creează dedublări de frecvență joasă, poate produce același rezultat, cu mai puțin efort, prin comutarea frecvenței semnalului la frecvențe mai joase înainte de eșantionarea la rata mai scăzută. Anumiți canalizatori numerici (digitali) exploatează dedublarea în acest fel pentru eficiența computațională; vezi eșantionarea frecvenței intermediare (FI)/frecvenței radio (FR).

## Eșantionarea funcțiilor sinusoidale
Sinusoidele sunt un tip important de funcții periodice, deoarece semnalele realistice sunt modelate adesea ca însumarea multor sinusoide de frecvențe și amplitudini diferite (cu o serie sau transformată Fourier). Înțelegând cum anume afectează dedublarea sinusoidele individuale este util pentru a înțelege ce se întâmplă cu suma lor.

Două sinusoide diferite care se potrivesc aceluiași set de eșantioane.

Aici o schemă ilustrează un set de eșantioane al cărui interval de eșantion este 1,0 și două (din multe) sinusoide diferite care ar fi putut să producă eșantioanele. Rata eșantioanelor în acest caz este {\displaystyle f_{e}=1,0}. De exemplu, dacă intervalul este 1 secundă, rata este 1 eșantion pe secundă. Nouă cicluri ale sinusoidei roșii și un ciclu a celei albastre acoperă un interval de zece. Frecvențele sinusoidelor respective sunt {\displaystyle f}{\displaystyle rosu} = 0,9 și{\displaystyle f}{\displaystyle albastru} = 0,1.
În general, când o sinusoidă de frecvență {\displaystyle f} este eșantionată cu frecvența {\displaystyle f_{e}}, eșantioanele rezultate sunt de nedistins față de cele ale unei alte sinusoide de frecvență {\displaystyle f}{\displaystyle imagine}{\displaystyle (N)=|f-Nf_{e}|} pentru orice număr întreg {\displaystyle N} (cu {\displaystyle f}{\displaystyle imagine}{\displaystyle (0)=f} fiind adevărata frecvență de semnal). Cele mai multe tehnici de reconstrucție produc minimul acestor frecvențe, deci este adesea important ca {\displaystyle f}{\displaystyle imagine}{\displaystyle (0)} să fie minimul unic. O condiție suficientă pentru aceasta este {\displaystyle f_{e}}⁄{\displaystyle 2}{\displaystyle >f}, unde {\displaystyle f_{e}}⁄{\displaystyle 2}este în mod comun numită frecvența Nyquist a unui sistem care eșantionează la rata {\displaystyle f_{e}}.
În exemplul grafic de față, frecvența Nyquist este satisfăcută dacă semnalul original este sinusoida albastră ({\displaystyle f=f}{\displaystyle albastru}). Dar dacă {\displaystyle f=f}{\displaystyle rosu}, cea mai scăzută frecvență a imaginii este:
{\displaystyle f}{\displaystyle imagine}{\displaystyle (1)=|0,9-1,0|=0,1=f}{\displaystyle albastru}.
- O tehnică de reconstrucție care construiește cea mai joasă frecvență posibilă din eșantioane va reproduce sinusoida albastră în locul celei roșii.

- Observăm că {\displaystyle -0,1} este de asemenea o frecvență imagine, dar din moment ce nu există nici o cale de a distinge o sinusoidă de frecvență {\displaystyle -f} de una de frecvență {\displaystyle f}, toate dedublările pot fi descrise în termeni de frecvențe pozitive doar.

### Frecvența eșantioanelor

Animație a dedublării - un grafic de semnale eșantionate la rate diferite, arătând cum caracterul anumitor semnale se schimbă dramatic atunci când rata este prea scăzută.

Când condiția {\displaystyle f_{e}}⁄{\displaystyle 2}{\displaystyle >f} este întrunită pentru cea mai înaltă componentă de frecvență a semnalului original, atunci este întrunită pentru toate componentele de frecvență, o condiție cunoscută ca și criteriul Nyquist. Acest lucru este în mod tipic aproximat filtrând semnalul original pentru atenuarea componentelor de frecvență înaltă înainte de a fi eșantionate. Acestea încă generează dedublări de frecvență joasă, dar la nivele de amplitudine foarte joase, astfel încât să nu cauzeze o problemă. Un filtru ales în anticiparea unei anumite frecvențe de eșantionare este numit filtru antidedublare. Semnalul filtrat poate fi reconstruit ulterior fără distorsiune adițională semnificativă, de exemplu prin formula de interpolare Whittaker-Shannon.
Criteriul Nyquist presupune că, conținutul de frecvență al semnalului ce este eșantionat are o limită superioară. Implicit în această presupunere este că durata semnalului nu are nicio limită superioară. Similar, formula de interpolare Whittaker–Shannon reprezintă un filtru de interpolare cu un răspuns de frecvență irealizabil. Aceste presupuneri inventează un model matematic care este o aproximație idealizată, în cel mai bun caz, oricărei situații realiste. Concluzia, că reconstrucția perfectă este posibilă, este corectă matematic pentru model, însă numai o aproximare pentru eșantioane reale ale unui semnal real.

### Reprezentarea semnalelor complexe
Semnalele complexe sunt semnale ale căror eșantioane sunt numere complexe, iar conceptul de frecvență negativă este necesar pentru asemenea semnale. În acest caz, frecvențele dedublărilor sunt date doar de:{\displaystyle f}{\displaystyle imagine}{\displaystyle (N)=f-Nf_{e}}. De aceea, pe măsură ce {\displaystyle f} se mărește de la {\displaystyle f_{e}}⁄2 la {\displaystyle f_{e}}, imaginea cea mai apropiată de 0 se mută ascensiv de la −{\displaystyle f_{e}}⁄2 până la 0.

### Pliere
Sinusoidele cu valoare reală au aceleași dedublări de frecvență negativă ca cele complexe. Operatorul de valoare absolută {\displaystyle |f-Nf_{e}|}, este introdus deoarece există întotdeauna o sinusoidă echivalentă cu o frecvență negativă. De aceea, pe măsură ce{\displaystyle f} crește de la {\displaystyle f_{e}}⁄2 la {\displaystyle f_{e}} o imagine se mută descensiv de la{\displaystyle f_{e}}⁄2 până la 0. Acest lucru creează o simetrie locală despre frecvența {\displaystyle f_{e}}⁄2. De exemplu, o componentă de frecvență la {\displaystyle 0,6f_{e}} are o imagine „în oglidă” la {\displaystyle 0,4f_{e}}. Acest efect este referit în mod comun ca și pliere. Iar un alt nume pentru {\displaystyle f_{e}}⁄2 (frecvența Nyquist) este frecvența de pliere.

## Dedublare unghiulară
Dedublarea se ivește oricând folosirea elementelor discrete, pentru a captura sau produce un semnal continuu, cauzează ambiguitate a frecvenței.
Dedublarea spațială, particulară frecvenței unghiulare, se poate ivi la reproducerea unui câmp de lumină sau câmp de sunet cu elemente discrete, ca în afișoarele 3D sau sintetizarea câmpului de unde a sunetului.
Această dedublare este vizibilă în imagini precum afișele cu tipărire lenticulară: dacă au rezoluție unghiulară joasă, atunci pe măsură ce cineva trece pe lângă ele, să spunem de la stânga la dreapta, imaginea 2D nu se schimbă inițial (așa că pare să se miște spre stânga), apoi pe măsură ce cineva se deplasează către următoarea imagine unghiulară, imaginea se schimbă brusc (deci sare spre dreapta) – iar frecvența și amplitudinea acestei mișcări de pe o parte pe alta, corespunde cu rezoluția unghiulară a imaginii (și, pentru frecvență, viteza mișcării laterale a privitorului), care este dedublarea unghiulară a câmpului de lumină 4D.
Lipsa de paralaxă la mișcarea privitorului în imaginile 2D și în filmele 3D produse de ochelari stereoscopici (în filmele 3D efectul este numit „girație”, deoarece imaginea pare să se rotească pe axul său) poate fi văzută în mod similar ca o pierdere a rezoluției unghiulare, toate frecvențele unghiulare fiind dedublate la 0 (constant).

## Mai multe exemple

### Exemplu în timp real
Efectele calitative ale dedublării pot fi auzite în următoarea demonstrație audio. Șase unde în dinți de ferăstrău sunt redate succesiv, cu primele două unde având o frecvență fundamentală de 440 Hz (La4), următoarele două având frecvența fundamentală  de 880 Hz (La5) și ultimele două de 1760 Hz (La6). Undele alternează între variante limitate în bandă (nededublate) și dedublate iar rata eșantionării este 22,05 kHz. Undele în dinți de ferăstrău limitate în bandă sunt sintetizate din seriile Fourier ale formei de undă astfel încât să nu fie prezente armonici de deasupra frecvenței lui Nyquist.
Distorsiunea dedublării în frecvențele mai joase e din ce în ce mai evidentă în cazul frecvențelor fundamentale mai înalte, și în timp ce undele limitate în bandă sunt clare încă la 1760 Hz, undele dedublate sunt degradate și aspre cu un sonor bâzâind la frecvențe mai joase decât cea fundamentală. De notat că fișierul audio a fost codat folosind codecul Vorbis al Ogg, și ca atare este oarecum degradat.

### Găsirea direcției
O formă de dedublare spațială se poate de asemenea ivi în rețelele de antene direcționale sau rețelele de microfoane folosite pentru estimarea direcției de sosire a unui semnal de undă, precum în explorarea geofizică prin undele seismice. Undele trebuie să fie eșantionate la mai mult de două puncte pe lungimea de undă, sau direcția de sosire a undei devine ambiguă.